# Fromia polypora
Fromia polypora is een zeester uit de familie Ophidiasteridae.
De wetenschappelijke naam van de soort werd in 1916 gepubliceerd door Hubert Lyman Clark.